# Военный университет имени Ким Ир Сена
Военный университет имени Ким Ир Сена (кор. 김일성군사종합대학, известен также как «Военная академия имени Ким Ир Сена») — высшее военное учебное заведение КНДР. Учреждён во время Корейской войны в связи с необходимостью подготовки квалифицированных военных кадров для всех родов войск Корейской народной армии. Организован 28 октября 1952 как военное училище имени Ким Ир Сена, объединив Главное военное училище КНДР, Военно-морской колледж Сук и университет командующего ВВС Ким Чака с помощью советских военных советников. С использованием опыта передовых военно-учебных заведений СССР реорганизован в военный университет 25 октября 1956. Первоначально был предназначен для обучения рядового состава, впоследствии переориентирован на переподготовку офицеров КНА. Курс обучения в университете длится 3-4 года, имеются также краткосрочные годичные курсы.
Расположен в Мангёндэ, близ Пхеньяна, на территории университета установлена статуя Ким Ир Сена.
По своим функциям схож с Национальным университетом обороны Республики Корея, многие высокопоставленные военнослужащие КНА окончили этот университет. В 2003 в ходе подготовки к выборам университет посетили депутаты Верховного народного собрания вместе с Ким Чен Иром.
В 2012 году университет награждён орденом Ким Чен Ира.

## Выпускники
- Ким Ён Чун, министр обороны КНДР в 2009—2012
- Ким Чон Гак, министр обороны КНДР с 2012 года.
- Чу Сан Сон, министр общественной безопасности КНДР в 2004—2011
- Ким Чен Ын, председатель ТПК и высший руководитель КНДР с 2011 года[3][4].
- Ким Чен Чхоль — старший брат Ким Чен Ына[3]
- Ли Ён Хо — начальник Генерального штаба Корейской народной армии в 2009—2012.